# Auto-Ordnance
Auto-Ordnance – przedsiębiorstwo założone w roku 1916 w Nowym Jorku przez generała Johna T. Thompsona i finansistę Thomasa F. Ryana, w celu finansowania prac nad karabinem samopowtarzalnym dla armii amerykańskiej. Karabinu wprawdzie nie wyprodukowano, ale ubocznym produktem tych prac był skonstruowany przez Thomasa Payne'a pistolet maszynowy Thompson (tzw. Tommy Gun), który wkrótce stał się symbolem walki gangów.
Gangsterska sława ograniczyła sprzedaż pistoletu dla wojska i w latach 30. firma zbankrutowała, a jej maszyny i majątek przejęła firma Federal Laboratories, zaopatrująca policję. Od FL przedsiębiorstwo zakupił w końcu lat 30. Russel Maguire, a gdy w 1944 roku armia zrezygnowała z przestarzałych Thompsonów, majątek przedsiębiorstwa leżał w skrzyniach aż do lat 60., gdy kupił je George Numrich, szef przedsiębiorstwa Gun Parts, specjalizującego się w dostarczaniu części zamiennych do broni. Numrich miał osobliwe hobby – wykupował zbankrutowane, ale słynne przedsiębiorstwa zbrojeniowe. A-O była perłą w jego kolekcji, do tego stopnia, że Gun Parts z West Hurley zmieniła wkrótce nazwę na Auto-Ordnance, przystępując do produkcji cywilnych wersji Thompsona, pozbawionych możliwości strzelania seriami. Oprócz kopii Thompsonów przedsiębiorstwo produkuje także pistolety, będące kopiami Colta M1911, pod marką Thompson. W 1989 roku do produkcji wszedł nowy model, kieszonkowa wersja M1911A1, pod nazwą ZG-51 lub "Pit Bull". Prócz pistoletów, A-O produkuje szeroką gamę akcesoriów do "rasowych" sportowych pistoletów na bazie M1911 – powiększone skrzydełka bezpiecznika oraz zaczepy zamkowe, wydłużone bezpieczniki chwytowe chroniące rękę strzelca przed "gryzieniem" przez kurek, "kominy" zakładane na gniazdo uchwytu, ułatwiające trafienie magazynkiem do otworu i wiele innych.